# District de Katsuura
Le district de Katsuura (勝浦郡, Katsuura-gun) est un district situé dans la préfecture de Tokushima, au Japon.

## Géographie

### Démographie
Selon une estimation du 1er décembre 2011, la population du district de Katsuura était de 7 382 habitants répartis sur une superficie de 179,48 km2 (densité de population de 41 hab./km2).

### Divisions administratives
Le district de Katsuura est constitué de deux bourgs : Kamikatsu et Katsuura.